# Hugo Bastard
Pour les articles homonymes, voir Bastard.
Pas d'image ? Cliquez ici

a Compétitions nationales et continentales officielles uniquement.

Dernière mise à jour le 22 septembre 2024.
Hugo Bastard, né le 9 mai 2002, est un joueur français de rugby à XV évoluant au poste de centre avec le Stade aurillacois en Pro D2.

## Biographie

### Jeunesse et formation
Originaire de Rodelle en Aveyron, Hugo Bastard commence la pratique du rugby à XV au Stade Rodez Aveyron en 2012. Il rejoint ensuite le Stade aurillacois en 2017, et devient champion de France cadets Teulière en fin de saison. Hugo Bastard est sacré champion de France en Espoirs en 2022 avec le Stade aurillacois, formant une paire de centres solide avec Juun Pieters lors de la finale.

### Carrière professionnelle
Hugo Bastard est intégré à l'effectif professionnel du Stade aurillacois en amont de la saison 2022-2023. Il fait ses débuts en Pro D2 face à Oyonnax Rugby, disputant deux matchs au total. En fin de saison, Bastard signe un contrat professionnel d'une durée de quatre ans.
La saison suivante, Bastard s'impose progressivement au Stade aurillacois et participe à 21 rencontres, inscrivant deux essais et participant à la lutte pour le maintien,. En septembre 2023, il inscrit son premier essai professionnel lors d'un match contre Colomiers Rugby.

## Vie privée
Hugo Bastard est diplômé d'une licence STAPS, obtenue à l'université de Limoges, et poursuit ses études tout en évoluant en Pro D2. Bastard est également passionné de quilles de huit, étant sacré Champion de France en 2019.

## Palmarès
- Vainqueur du Championnat de France cadets Teulière en 2018 avec le Stade aurillacois.
- Vainqueur du Championnat de France espoirs en 2022 avec le Stade aurillacois.